# Katharina von Sachsen (1468–1524)

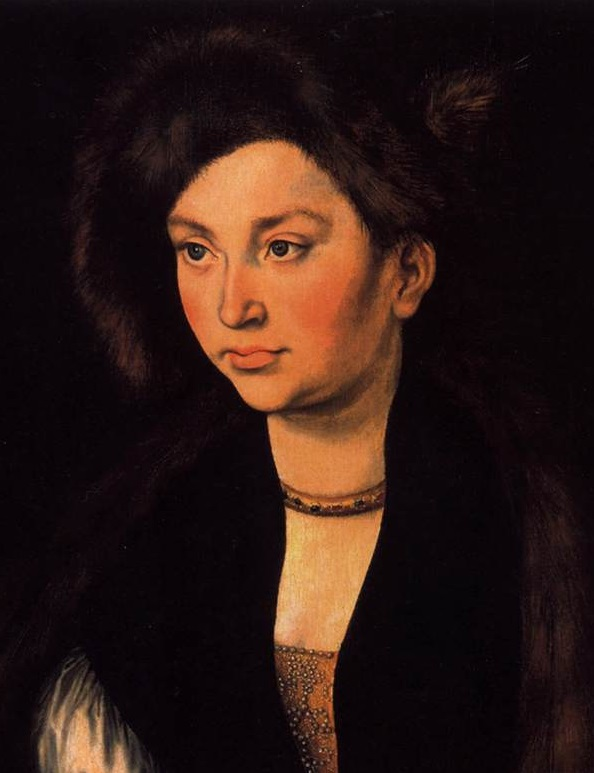
Lucas Cranach der Ältere: mögliche Darstellung der Katharina von Sachsen als Salome, Bildausschnitt

Katharina von Sachsen (* 24. Juli 1468 in Grimma, Sachsen; † 10. Februar 1524 in Calenberg) war die zweite Gattin von Siegmund, Erzherzog von Österreich und Regent von Tirol. In zweiter Ehe war sie verheiratet mit Herzog Erich I. von Braunschweig-Lüneburg.

## Leben
Katharina war das älteste Kind des Herzogs Albrecht des Beherzten von Sachsen und seiner Gattin Sidonie von Böhmen. Schon im Alter von 16 Jahren wurde sie 1484 in Innsbruck die zweite Gemahlin des Erzherzogs Siegmund, der bereits 56 Jahre zählte und als senil galt. Die Ehe blieb kinderlos. Politisch konnte Katharina in Tirol kaum Einfluss nehmen. Eine ehemalige Geliebte Siegmunds strickte Intrigen gegen die junge Braut und behauptete 1487 fälschlich, dass Katharina ihren Gatten vergiften wolle. Da der politische Stil des Erzherzogs nicht mehr haltbar war, folgte ebenfalls 1487 seine weitgehende Entmachtung durch die Tiroler Landstände, die dabei von Kaiser Friedrich III. unterstützt wurden. Deshalb folgten ständige Streitereien wegen der nun eingeführten neuen Hofordnung, die Einschränkungen für den Erzherzog mit sich brachte. Schließlich dankte Siegmund 1490 ab und Katharina hatte nun deutlich weniger Etat als zuvor. 1496 starb Siegmund.
Schon bald darauf heiratete Katharina (um 1496/97) in zweiter Ehe Herzog Erich I. von Braunschweig-Lüneburg. Aus dieser Ehe ging nur die früh verstorbene Tochter Anna Maria hervor. Nach Katharinas Tod (1524) wurde sie in Hann. Münden beigesetzt. Das Epitaph für Erich I. und seine zwei Gemahlinnen in der St. Blasiuskirche stammt von dem bayerischen Bildhauer Loy Hering, es zeigt Katharina im idealisierten Relief. Wie wichtig für Erich I. die eheliche Verbindung zu Österreich war, zeigt der ungewöhnliche Umstand, dass er neben dem Wappen von Katharinas Vater auch das Wappen ihres ersten Gemahls mit auf sein Epitaph setzen ließ. Die knappe Gedächtnisinschrift für Katharina (Abbildung) wiederholt diese Bedeutung.

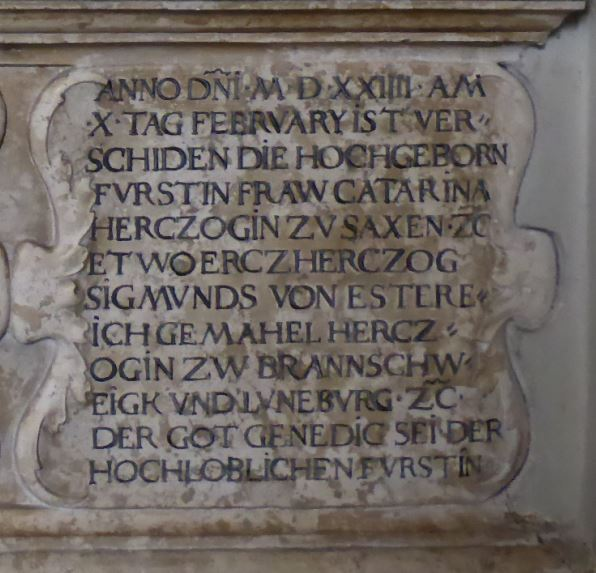
Gedächtnisinschrift auf dem Epitaph in der St. Blasiuskirche Hann. Münden (Ausschnitt, 2016)

## Vorfahren
| Ahnentafel Katharina von Sachsen | Ahnentafel Katharina von Sachsen                                                                     | Ahnentafel Katharina von Sachsen                                                                     | Ahnentafel Katharina von Sachsen                                                  | Ahnentafel Katharina von Sachsen                                                  | Ahnentafel Katharina von Sachsen                                                 | Ahnentafel Katharina von Sachsen                                                 | Ahnentafel Katharina von Sachsen                                                 | Ahnentafel Katharina von Sachsen                                                 |
| -------------------------------- | --- | --- | --------------------------------------------------------------------------------- | --------------------------------------------------------------------------------- | -------------------------------------------------------------------------------- | -------------------------------------------------------------------------------- | -------------------------------------------------------------------------------- | -------------------------------------------------------------------------------- |
| Ururgroßeltern                   | Markgraf Friedrich III. (1332–1381) ⚭ 1346 Katharina von Henneberg (1334–1397)                       | Herzog Heinrich I. zu Braunschweig-Lüneburg (1355–1416) Sophie von Pommern (1370–1406)               | Herzog Leopold III. (1351–1386) ⚭ 1365 Viridis Visconti von Mailand (1350–1414)   | Ziemowit IV. Alexandra von Litauen                                                | Boček II. von Podiebrad (–1417) Anna Elisabeth von Leipa                         | ?                                                                                | ?                                                                                | ?                                                                                |
| Urgroßeltern                     | Kurfürst Friedrich I. von Sachsen (1370–1428) ⚭ 1402 Katharina von Braunschweig-Lüneburg (1395–1442) | Kurfürst Friedrich I. von Sachsen (1370–1428) ⚭ 1402 Katharina von Braunschweig-Lüneburg (1395–1442) | Herzog Ernst der Eiserne (1377–1424) ⚭ 1412 Cimburgis von Masowien (1394/97–1429) | Herzog Ernst der Eiserne (1377–1424) ⚭ 1412 Cimburgis von Masowien (1394/97–1429) | Viktorin von Podiebrad (1403–1427) Anna von Wartenberg (1403–1427)               | Viktorin von Podiebrad (1403–1427) Anna von Wartenberg (1403–1427)               | Smil von Sternberg (–1431) Barbara von Pardubitz (–1433)                         | Smil von Sternberg (–1431) Barbara von Pardubitz (–1433)                         |
| Großeltern                       | Kurfürst Friedrich II. (1412–1464) ⚭ 1431 Margaretha von Österreich (1416–1486)                      | Kurfürst Friedrich II. (1412–1464) ⚭ 1431 Margaretha von Österreich (1416–1486)                      | Kurfürst Friedrich II. (1412–1464) ⚭ 1431 Margaretha von Österreich (1416–1486)   | Kurfürst Friedrich II. (1412–1464) ⚭ 1431 Margaretha von Österreich (1416–1486)   | König Georg von Podiebrad (1420–1471) ⚭ 1441 Kunigunde von Sternberg (1425–1449) | König Georg von Podiebrad (1420–1471) ⚭ 1441 Kunigunde von Sternberg (1425–1449) | König Georg von Podiebrad (1420–1471) ⚭ 1441 Kunigunde von Sternberg (1425–1449) | König Georg von Podiebrad (1420–1471) ⚭ 1441 Kunigunde von Sternberg (1425–1449) |
| Eltern                           | Herzog Albrecht der Beherzte (1443–1500) ⚭ 1464 Sidonie von Böhmen (1449–1510)                       | Herzog Albrecht der Beherzte (1443–1500) ⚭ 1464 Sidonie von Böhmen (1449–1510)                       | Herzog Albrecht der Beherzte (1443–1500) ⚭ 1464 Sidonie von Böhmen (1449–1510)    | Herzog Albrecht der Beherzte (1443–1500) ⚭ 1464 Sidonie von Böhmen (1449–1510)    | Herzog Albrecht der Beherzte (1443–1500) ⚭ 1464 Sidonie von Böhmen (1449–1510)   | Herzog Albrecht der Beherzte (1443–1500) ⚭ 1464 Sidonie von Böhmen (1449–1510)   | Herzog Albrecht der Beherzte (1443–1500) ⚭ 1464 Sidonie von Böhmen (1449–1510)   | Herzog Albrecht der Beherzte (1443–1500) ⚭ 1464 Sidonie von Böhmen (1449–1510)   |
| Katharina von Sachsen            | | |                                                                                   |                                                                                   |                                                                                  |                                                                                  |                                                                                  |                                                                                  |